# Tsatsiki

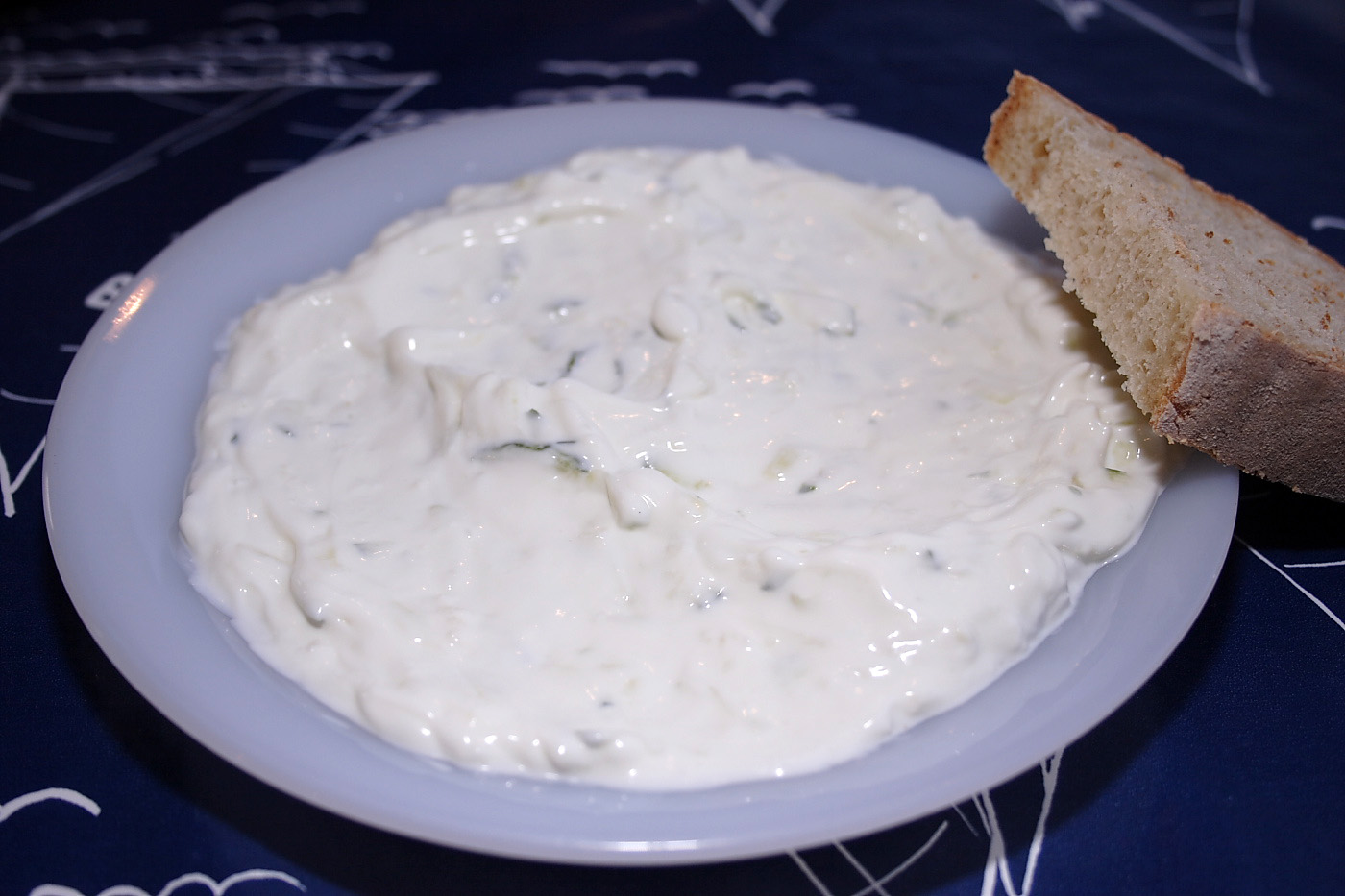
Tsatsiki mit einer Scheibe Brot

Tsatsiki (griechisch τζατζίκι tzatzíki [dzaˈdzikʲi], deutsch auch Zaziki) ist eine Vorspeise der griechischen Küche aus griechischem Joghurt (mit 10 % Fett), Salatgurke, Olivenöl und Knoblauch.
Zur Zubereitung wird Abtropfjoghurt verwendet, der einen intensiveren Geschmack und einen höheren Fettanteil hat als sonst in Deutschland üblicher Joghurt. Da Griechischer Joghurt oder Joghurt griechischer Art keinen Rückschluss auf das Herstellverfahren zulassen, eignen sich viele dieser Joghurts aufgrund zugesetzter Verdickungsmittel nicht zur Tsatsiki-Zubereitung. Ohne Abtropfen verbleibt das Wasser im Joghurt, statt den Joghurt durch das Abtropfen bzw. Separation zu entwässern. Die Gurke wird geschält, entkernt und anschließend geraffelt. Üblicherweise wird sie zum weiteren Wasserentzug noch gesalzen, eine Weile stehengelassen und dann ausgedrückt.
Anschließend werden Joghurt, Olivenöl und Gurke vermengt und mit zerdrücktem Knoblauch, Salz, Pfeffer und Essig gewürzt. Zum Schluss wird, je nach Bedarf, mit fein gehackter Minze, Dill und/oder Oliven garniert.
Tsatsiki wird als typische kalte Vorspeise mit Brot serviert und ist Bestandteil der Mezedes (Vorspeisenplatte). Oft wird es auch zu Fleischgerichten wie Gyros oder Souvlaki gegessen.

## Geschichte
Ähnliche Rezepte sind bereits aus dem antiken Mesopotamien bekannt. Verwandt sind neben dem türkischen Cacık noch das albanische Taratoi, das bulgarische Tarator, das persische Mast o khiar und das indische Kheere ka Raita (Raita mit Gurken).
Im deutschsprachigen Raum wurde Tsatsiki 1929 in der Zeitschrift Anthropos erwähnt.